# Ahmed El Sayed
Ahmed El-Sayed (Arabisch: أحمد السيد) (Caïro, 30 oktober 1980) is een Egyptisch profvoetballer. El-Sayed speelt als verdediger voor de Egyptische voetbalclub Al Ahly.
Hij speelde acht wedstrijden voor het Egyptisch nationaal elftal. Hij werd geselecteerd voor de Afrika Cup 2006 maar speelde geen wedstrijd in dit toernooi.

## Erelijst

### Nationaal elftal
- African Cup of Nations 2006

### Club
- CAF Champions League 2006
- CAF Champions League 2005
- CAF Champions League 2001
- Egyptische Premier League 2008-2009
- Egyptische Premier League 2007-2008
- Egyptische Premier League 2006-2007
- Egyptische Premier League 2005-2006
- Egyptische Premier League 2004-2005
- CAF Super Cup 2007
- CAF Super Cup 2006
- CAF Super Cup 2002
- Egyptische Beker 2007
- Egyptische Beker 2006
- Egyptische Beker 2003
- Egyptische Beker 2001
- Egyptische supercup 2006
- Egyptische supercup 2005
- Egyptische supercup 2003